# Marek Chamielec
Marek Chamielec (ur. 8 kwietnia 1958 w Nowej Dębie) – polski piłkarz i trener, grał na pozycji napastnika.
Treningi piłkarskie rozpoczynał w rodzinnym mieście. W 1977 zdał maturę w II Liceum Ogólnokształcącym w Mielcu i rok później zaczął występować w tamtejszym pierwszoligowym zespole Stali Mielec. W 1983 ukończył studia na AWF w Warszawie z tytułem magistra, a następnie odbył studia podyplomowe na Wyższej Szkole Pedagogicznej w Krakowie. Po zakończeniu kariery piłkarskiej pracuje jako nauczyciel wf w mieleckim Zespole Szkół Ekonomicznych, a także jako trener różnych drużyn w Stali Mielec. W 1999 pełnił funkcję trenera V-ligowego wówczas zespołu Stali i doprowadził go do awansu w IV ligi. Aktualny trener SMS Mielec.